# Но нејм
Но нејм (No Name, дословно „Безимени“) је дечачки састав из Подгорице. На Песми Евровизије 2005. у Кијеву, Но нејм су са песмом Заувијек моја освојили 7. место за Србију и Црну Гору.

## Чланови
Но нејм чине Данијел Алибабић (водећи вокал), Марко Прентић (гитара, вокал), Бранко Недовић (соло клавијатуре), Драгољуб Пурлија (бубњеви) и Бојан Јововић (клавијатуре). Марко Перић (бас-гитара, фронтмен) је напустио групу новембра 2006. из непознатих разлога.
Данијел је рођен 1988, Прентић 1986, остали 1985; Сви су завршили подгоричку музичку школу „Васа Павић“. И самостално су освајали бројне награде на музичким такмичењима, а Марко Прентић је и петоструки првак Србије и Црне Горе у модерном плесу. Марков отац Милан Перић, који је за Но нејм писао „Заувијек моја“ и „Моја љубави“, је 1984. године већ писао текст за песму „Ћао аморе“, којом су Владо Калембер и Изолда Баруџија испред тадашње ТВ Титоград представљали СФРЈ на Песми Евровизије.

## Историја
Састав Но нејм је основан 19. новембра 2003. Већ 2004. године, Но нејм је великом брзином привукао пажњу јавности: након другог места међу „новим звијездама“ на херцегновским „Сунчаним скалама“ са песмом „За тебе и мене“ и концерта са групом Перпер 12. августа у Котору, уследили су наступи у клубовима и медијима, а потом и на новогодишњим концертима у Подгорици и Бару. Почетком 2005. године, на „Монтефону“ су добили награду за „откриће године“, а 2. марта на Монтевизији 2005. са песмом „Заувијек моја“ Славена Кнезовића на текст Милана Перића.
Песма „Заувијек моја“, са лаганим виолинским уводом, снажном изворном подлогом и, иако текстом љубавна, у основи отворено родољубива, плод је вишемесечног рада тима на црногорском пандану успеху песме „Лане моје“, са којом је Жељко Јоксимовић претходне године освојио друго место на Песми Евровизије. На првом извођењу на Монтевизији момци су обукли стилизоване старе униформе бокељских морнара, а у иначе скучен студио је посебно унесено и црквено звоно. После ове победе, Заувијек моја је два дана касније победила и на Европесми-Еуропјесми 2005. у Подгорици, након гласања које су многи видели као неправедно, пошто су обема најбоље пласираним песмама са Беовизије сви чланови жирија испред РТЦГ дали по нула поена. Њихова песма добила је и највећи број поена у телегласању.
Са родољубиво-емотивним набојем који је песма „Заувијек моја“ носила и контроверзом око гласања усред дугогодишњег трвења око државног статуса Црне Горе, све што је уследило а најмање је имало везе са самим саставом или њиховом песмом могло се једино и очекивати. Још пре Монтевизије, Радио-телевизија Црне Горе оптужила је у неколико наврата РТС да унапред фаворизује „Јутро“, победничку композицију Жељка Јоксимовића у извођењу Јелене Томашевић са Беовизије, допуштајући њено извођење у медијима, на шта је РТС одговорио изузетно грубим саопштењем. У току преноса Европесме-Еуропјесме 2005, међу извођачима се појавио и Ацо Ђукановић, брат црногорског председника Мила Ђукановића, а водитељ Андрија Милошевић је сажео општу атмосферу коментаришући Јутро поскочицом „тресла се гора, родио се миш“ и наздрављајући победу са „овога пута, пјевамо за Европу, а идуће године–пјевали у њој, иако она одвајкада пјева у нама“. Странке које се залажу за осамостаљење Црне Горе су песму прихватиле као де факто химну покрета за независност, „Но нејм“ испратиле „коначно директно са Голубоваца", а дочекале "... са поносно распјеваном Црном Гором“. Песма је у Србији од почетка изложена тихом бојкоту, а злонамерни су састав увредљиво назвали „Киндер јаја“. Европској радиодифузној унији прослеђен је захтев за утврђивање да је песма плагијат народне песме „Пољем се вије“ и шпанске песме „No voy a Llorar“, који је ова одбацила напомињући притом да ЕРУ једино испитује да ли је раније објављивана идентична песма. Снимљен је званични спот у режији Срђана Голубовића, у којем девојка у белој ношњи широм Црне Горе провлачи црвено клупко, алузију на нову црногорску заставу, симбол тежњи за самосталношћу.
Момци су на самој Песми Евровизије у соби за извођаче седели под заставама држава чланица СЦГ, а њихово извођење–које су коментатори страних телевизија својим гледаоцима најавили препричавајући све претходно ("Srbija in Črna Gora, ena taka fina država za take stvari...tisti sindrom a la dobra stara Juga", како је казано у словеначком преносу)–је отворио телоп на којем се некако нашла застава Србије. РТС је свој пренос обликовао смирено као да Србија нема свог представника (ТВ Пинк: „Како смо се надали, добро смо се удали"), док је водитељ РТЦГ сваку паузу користио да подсети гледаоце из дијаспоре да се пребаце на своје националне емитере и гласају за „наше момке“ ("На Бориса Новковића не треба трошити ријечи, о њему већ све знамо, али зато подсјећамо наше гледаоце у дијаспори да се пребаце“, „Група из Украјине поручује да нас је заједно више, али и нас ће заједно бити више ако будемо гласали за наше момке“, итд.).
Саму песму је за Песму Евровизије значајно предуредио аранжер Реми Кациноти, изостављајући лагани увод и готово сав текст изузев рефрена–који је пробликован у упамтљив лаит мотив–и додајући јаку ритмичну ноту и усклике „ојха!". Но нејм су наступили у опуштеној модерној одећи, на сцени осветљеној у изражено црвено. Њихова кореографија коју је радила балерина и кореограф Соња Вукићевић укључивала је оро и неколико народних игара, честа прегруписавања на сцени, бубњара који је вртео палицом, те дизање руку у вис на крају извођења. За свој наступ освојили су 137 поена, укључујући и по максималних 12 од Аустрије, Хрватске и Швајцарске, и седмо место.
На Сунчаним скалама 2005, Но нејм су освојили „Принчеве награде“ за најбољу групу, дебитанте године, најбољи видео-спот и најбољу композицију. На Монтевизији 2006. учествовали су са песмом „Моја љубави“ Далибора Недовића на текст Милана Перића и освојили су друго место иза Стефана Федија. На Еуроп(ј)есми 2006, Но Нејм је освојио прво место, након контроверзе када црногорски део жирија који је именовала РТЦГ није доделио ниједан бод српској групи Фламингоси који су били фаворити публике.Гласним негодовањем, звиждањем и бацањем флаша на подијум, публика у Сава центру није дозволила извођење победничке песме,и отерала Но Нејм са сцене, након чега је изведена другопласирана песма, победник Беовизије и јасан фаворит у телегласању, Луди летњи плес у извођењу Фламингоса и Луиса. Александар Тијанић, директор РТС-а је одбио да потврди победу Но Нејма, тако да Србија и Црна Гора није имала представника на Песми Евровизије 2006.